# Katepensaurus
Katepensaurus („ještěr s dírami (v obratlech)“) byl rod sauropodního dinosaura z čeledi Rebbachisauridae, který žil v období rané pozdní křídy (věk cenoman až turon, asi před 100 až 90 miliony let) na území dnešní Patagonie v argentinské provincii Chubut.

## Popis

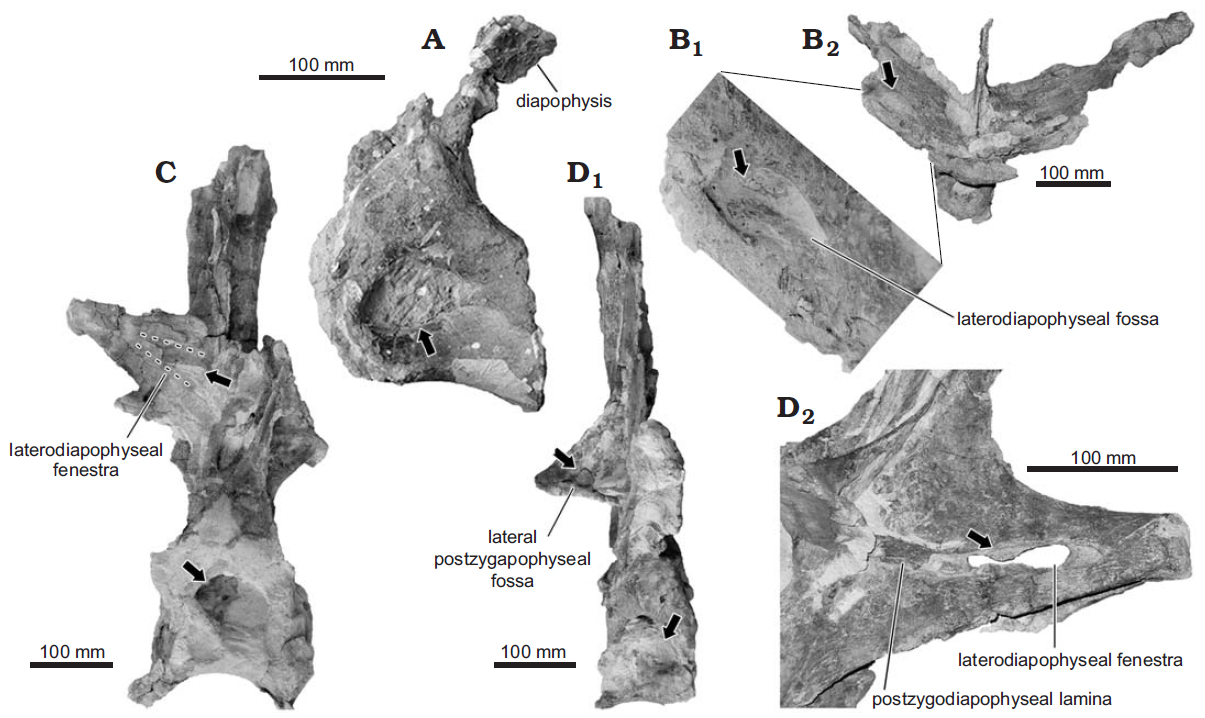
Fosilie hrudních obratlů katepensaura.

Jednalo se o středně velkého sauropoda s odhadovanou délkou kolem 18 metrů a hmotností maximálně kolem 25 tun. Výška ve hřbetě dosahovala zhruba 4,5 metru. Stejně jako ostatní rebbachisauridi byl i tento druh poměrně robustně stavěným býložravcem s velmi dlouhým krkem a ocasem, mohutným trupem a čtyřmi sloupovitými končetinami. Živil se vegetací v podobě cykasů, jinanů a jehličin a žil možná v menších stádech.

## Historie
Fosilie tohoto sauropoda byly objeveny v souvrství Bajo Barreal na území provincie Chubut v lokalitě Estancia Laguna Palacios. Holotyp nese označení UNPSJB-PV 1007 a představuje pouze částečně dochovanou osovou kostru (sérii krčních, hrudních a ocasních obratlů). Typový druh K. goicoecheai byl formálně popsán mezinárodním týmem paleontologů v roce 2013. Rodové jméno je odvozeno od slova katepenk, označující v domorodém nářečí Tehuelčů "otvory" nebo "jamky" (podle otvorů v tělech hrudních obratlů sauropoda). Druhové jméno je potom poctou majiteli pozemků, na nichž byl nález učiněn, kterým je Alejandro Goicoechea.

## Zařazení

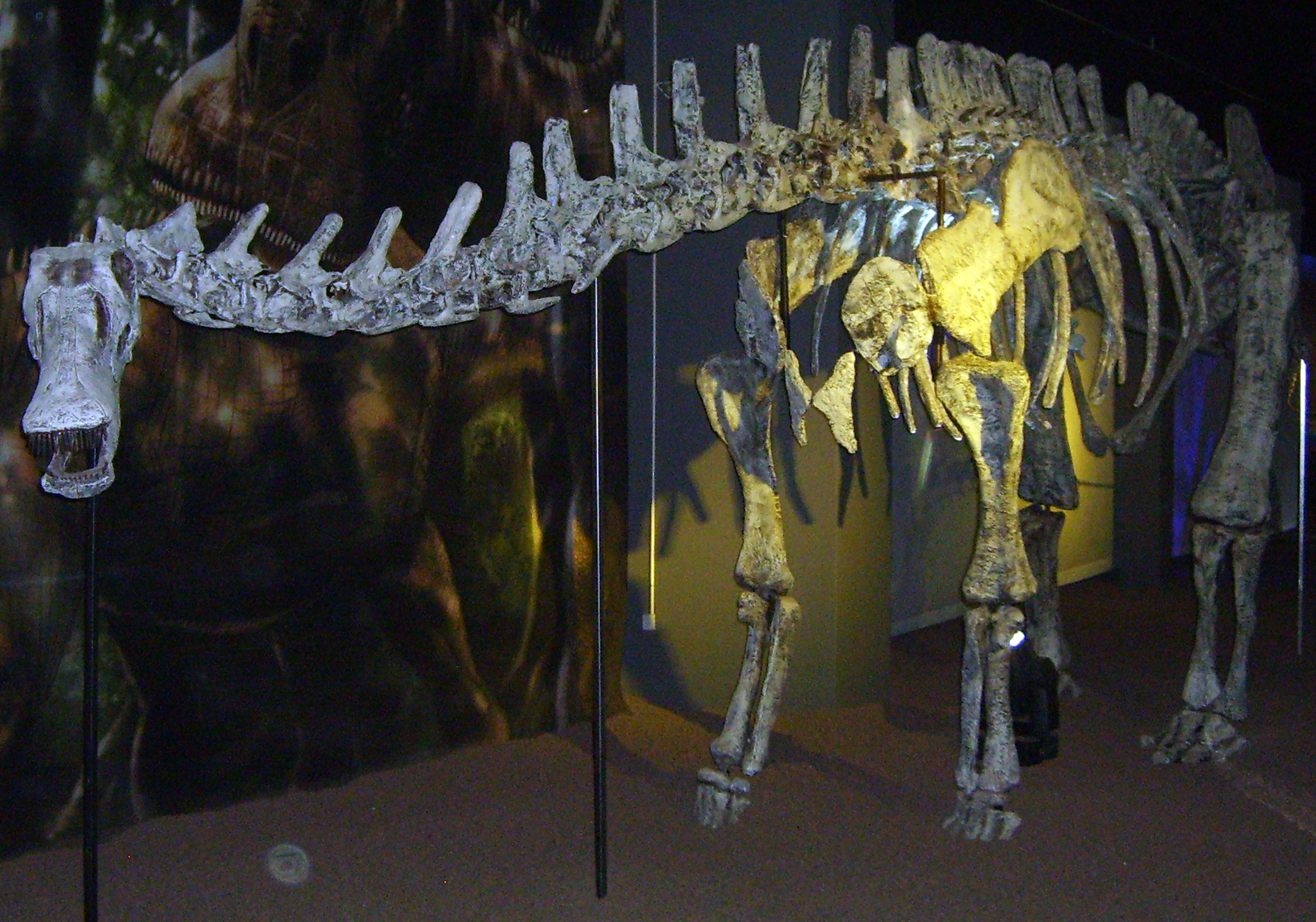
Limaysaurus - příbuzný rod rebbachisaurida.

Katepenesaurus spadá do čeledi Rebbachisauridae, kladu Khebbashia a do podčeledi Limaysaurinae, jeho blízkými vývojovými příbuznými byly tedy zejména druhy Limaysaurus tessonei, Nigersaurus taqueti, Rayososaurus agrioensis, Rebbachisaurus garasbae a Cathartesaura anaerobica. Blízce příbuznou formu rebbachisaurida známe také ze sedimentů geologického souvrství La Amarga.